# شهرستان المطمه
ناحیهٔ المطمة (به عربی: مدیریة المطمة) یک ناحیه در یمن است که در استان جوف (یمن) واقع شده‌است.

## خصوصیات
ناحیهٔ المطمة ۲۸٬۹۳۵ نفر جمعیت دارد.